# Louis Cattiaux
Louis Cattiaux, voluit Louis Ghislain Cattiaux (Valenciennes, 17 augustus 1904 - Parijs, 16 juli 1953) was een Frans spiritueel-filosofisch schrijver.
Hij uitte zich eveneens als kunstschilder en dichter. Op zeer jonge leeftijd overlijdt zijn moeder en Louis wordt door zijn oudere zus opgevoed. 
In 1932 huwt hij met Henriette Péré, waarmee hij in Parijs een kunstgalerij openhoudt. 
Samen met een aantal kunstenaars ondertekent hij het Transhylistisch Manifest.
Vanaf 1936 bestudeert hij de alchemie. Tegenwoordig is hij voornamelijk gekend omwille van zijn werk Le message retrouvé. Dit boek bestaat uit een reeks genummerde, spirituele aforismen. Hij raakt bevriend met René Guénon, waarmee hij een uitgebreide briefwisseling onderhoudt.

## Werken
- Le message retrouve ou l’horloge de la Nuit et du Jour de Dieu, met voorwoord van Lanza del Vasto

- Biblioteca Nacional de España: XX1644134
- Bibliothèque nationale de France: cb10997560h (data)
- Catàleg d'autoritats de noms i títols de Catalunya: 981058581166106706
- Gemeinsame Normdatei: 136132634
- International Standard Name Identifier: 0000 0000 5944 036X
- Library of Congress Control Number: no2002099314
- Nationale Bibliotheek van Israël: 987009877987405171
- RKD-Nederlands Instituut voor Kunstgeschiedenis: 249143
- Système universitaire de documentation: 126278377
- Virtual International Authority File: 49217715
- WorldCat: E39PBJqw4PtJxKj9HxdrHGRR8C